# Арапирака
Арапирака (порт. Arapiraca) град је у Бразилу у савезној држави Алагоас. Према процени из 2007. у граду је живело 202.147 становника.

## Становништво
Према процени из 2007. у граду је живело 202.147 становника.
| 1991.   | 2000.   |
| ------- | ------- |
| 164,921 | 186,466 |